# Palenggiyan
Palenggiyan is een bestuurslaag in het regentschap Sampang van de provincie Oost-Java, Indonesië. Palenggiyan telt 6856 inwoners (volkstelling 2010).